# Dunama mattonii
Dunama mattonii  (лат.) — вид бабочек-хохлаток (Nystaleinae) из семейства Notodontidae. Южная Америка: Эквадор. Длина передних крыльев самцов 16—18 мм (самки до 20 мм). Гусеницы питаются на растениях вида Geonoma orbignyana. Вид был назван в честь Руди Маттони (Rudi Mattoni, Буэнос-Айрес, Аргентина) за его поддержку исследований бабочек Неотропики
.